# Bangkok
Bangkok (in thailandese บางกอก), che in thailandese significa "villaggio degli ulivi", in thai ufficialmente denominata Krung Thep Maha Nakhon o Krung Thep (in thailandese กรุงเทพมหานคร, กรุงเทพฯ; ), è la capitale e la città più estesa e popolosa della Thailandia, situata lungo il fiume Chao Phraya, nei pressi del golfo della Thailandia. Secondo il censimento del 2020 gli abitanti erano 10,539 milioni, il 15,3% della popolazione del Paese, mentre erano oltre 14 milioni (22,2%) quelli che vivevano nella regione metropolitana nel 2010, che comprende anche le province circostanti. Tra le città più popolose e trafficate del mondo, nonché una delle destinazioni preferite del turismo mondiale, a partire dalla seconda metà del XX secolo ha conosciuto un rapidissimo sviluppo industriale, rappresentando una delle città economicamente più potenti del Sud-est asiatico. L'economia di Bangkok si è classificata come la sesta tra le città asiatiche in termini di PIL pro capite, dopo Singapore, Hong Kong, Tokyo, Osaka-Kobe e Seul a partire dal 2010, rendendola una delle città più importanti in Asia.

## Geografia fisica

### Territorio
Il territorio della zona amministrativa di Bangkok è quasi interamente coperto dalla città, si estende per 1568,7 km² e fa della capitale della Thailandia uno dei più grandi centri urbani del mondo. La Regione metropolitana di Bangkok (in thailandese กรุงเทพมหานครและปริมณฑล, krung thep maha nakhon lae parimonthon, letteralmente: metropoli di Bangkok e perimetro) si estende oltre i confini di Bangkok e comprende le vicine province di Samut Sakhon e Samut Prakan a sud, Nakhon Pathom a ovest, Pathum Thani e Nonthaburi a nord. La municipalità di Bangkok ha uno sbocco sul mare con un tratto di costa lungo 4,4 km.
La città sorge sulle rive del fiume Chao Phraya, ampio e navigabile, che assieme ai suoi affluenti settentrionali Nan e Ping costituisce il bacino idrografico comprendente il centro ed il nord del paese. Una complessa rete di canali (khlong) ha dato alla città l'appellativo di Venezia dell'est. Nella seconda metà del XX secolo, molti di questi canali sono stati coperti per far posto a nuove arterie stradali di un sempre più congestionato traffico cittadino; su quelli rimasti vi sono ancora trasporti di merci e passeggeri, nonché alcune abitazioni galleggianti.
Il governo cittadino ha cercato di arginare l'eccessiva urbanizzazione ed industrializzazione anche con la creazione di grandi parchi in alcuni quartieri periferici, ma le zone più centrali della città offrono pochi spazi verdi; tra questi vi sono in centro il parco Lumphini e Sanam Luang (letteralmente "campo reale"), e verso nord il parco Chatuchàk.
Il centro di Bangkok è situato a 2 m s.l.m. e durante la stagione delle piogge subisce frequenti allagamenti ed esondazioni del fiume e dei canali. La municipalità di Bangkok negli ultimi anni ha provveduto a creare degli argini più alti sui canali a maggior rischio, ma un altro fattore che aggrava il problema è il progressivo affossamento della città, che giace quasi esclusivamente su un terreno paludoso.

### Clima
Bangkok ha un clima influenzato dai monsoni che caratterizzano la stagione umida. La temperatura più bassa fu registrata nel gennaio 1955, 9,9 °C, assai distante dal clima della città. L'anno in media più caldo fu il 1997 (con una media di 30 °C registrata all'aeroporto Don Mueang) e il più freddo il 1975 (26,3 °C).
La media delle temperature massime mensili supera sempre i 31 °C mentre la media delle minime non scende sotto i 21 °C. Le stagioni sono tre:
1. la "stagione delle piogge" che comincia verso la metà di maggio e dura fino alla seconda metà di ottobre, con un picco di precipitazioni a settembre quando la media mensile è di 344 mm.
2. la "stagione fresca" che inizia a ottobre e finisce verso la metà di febbraio; anche se in questo periodo di giorno continua a fare caldo, di notte la temperatura scende a livelli accettabili, in gennaio e in dicembre la temperatura minima media è di 21 °C.
3. la "stagione calda" che va da febbraio a maggio; in cui il mese più caldo è aprile, quando la temperatura media minima è di 26 °C e la massima di 36 °C. Si tratta sempre di temperature medie, i 40 °C si raggiungono e si superano tutti gli anni in diverse occasioni. L'indice di calore raggiunge e talvolta supera i 50 °C.

| Bangkok (1961-1990)                | Mesi | Mesi | Mesi | Mesi | Mesi | Mesi | Mesi | Mesi | Mesi | Mesi | Mesi | Mesi | Anno  |
| Bangkok (1961-1990)                | Gen  | Feb  | Mar  | Apr  | Mag  | Giu  | Lug  | Ago  | Set  | Ott  | Nov  | Dic  | Anno  |
| ---------------------------------- | ---- | ---- | ---- | ---- | ---- | ---- | ---- | ---- | ---- | ---- | ---- | ---- | ----- |
| T. max. media (°C)                 | 32,0 | 32,7 | 33,7 | 34,9 | 34,0 | 33,1 | 32,7 | 32,5 | 32,3 | 32,0 | 31,6 | 31,3 | 32,7  |
| T. min. media (°C)                 | 21,0 | 23,3 | 24,9 | 26,1 | 25,6 | 25,4 | 25,0 | 24,9 | 24,6 | 24,3 | 23,1 | 20,8 | 24,1  |
| Precipitazioni (mm)                | 9    | 30   | 29   | 65   | 220  | 149  | 155  | 197  | 344  | 242  | 48   | 10   | 1 498 |
| Giorni di pioggia                  | 1    | 2    | 2    | 4    | 13   | 12   | 13   | 15   | 18   | 14   | 5    | 1    | 100   |
| Eliofania assoluta (ore al giorno) | 8,8  | 8,9  | 8,7  | 8,6  | 7,0  | 5,9  | 5,5  | 5,2  | 5,2  | 6,4  | 7,8  | 8,5  | 7,2   |

## Storia
Il nome cerimoniale della città in thailandese è กรุงเทพมหานคร อมรรัตนโกสินทร์ มหินทรายุธยามหาดิลกภพ นพรัตน์ราชธานี บุรีรมย์อุดมราชนิเวศน์มหาสถาน อมรพิมานอวตารสถิต สักกะทัตติยะวิษณุกรรมประสิทธิ์ (RTGS: Krung Thep Mahanakhon Amon Rattanakosin Mahinthara Yuthaya Mahadilok Phop Noppharat Ratchathani Burirom Udomratchaniwet Mahastan Amon Phiman Awatan Sathit Sakkathattiya Witsanukam Prasit; ). Il nome fu coniato, nel XVIII secolo, dal sovrano siamese Buddha Yodfa Chulaloke (Rama I, 1737-1809) e successivamente modificato da re Rama IV Mongkut (1804-1868). Il lungo nome (190 caratteri secondo la traslitterazione utilizzata) si compone di vocaboli in pāli e sanscrito, e, secondo i metodi di romanizzazione di questi due linguaggi, può essere traslitterato come: «Krung-dēvamahānagara amararatanakosindra mahindrayudhyā mahātilakabhava navaratanarājadhānī purīramya utamarājanivēsana mahāsthāna amaravimāna avatārasthitya shakrasdattiya vishnukarmaprasiddhi».
La traduzione è la seguente: «Città degli angeli, la grande città, la città della gioia eterna, la città impenetrabile del dio Indra, la magnifica capitale del mondo dotata di gemme preziose, la città felice, che abbonda nel colossale Palazzo Reale, il quale è simile alla casa divina dove regnano gli dei reincarnati, una città benedetta da Indra e costruita per Vishnukam»
Bangkok era un piccolo villaggio portuale chiamato Bang Makok, in cui era stanziata una comunità di immigrati cinesi che commerciavano con la città di Ayutthaya, l'allora capitale del Siam. Questa fu rasa al suolo dai birmani nel 1767 e, nel giro di pochi mesi, il nuovo re Taksin cacciò gli invasori e stabilì la capitale a Thonburi, la cui vicinanza al mare era importante dal punto di vista strategico. Thonburi si trovava sulla riva opposta del fiume Chao Phraya rispetto a Bang Makok e negli anni settanta del XX secolo sarebbe stata inglobata nel territorio di Bangkok.

### Il periodo Rattanakosin
Nel 1782 il re Rama I portò la capitale del regno a Bang Makok, sulla sponda orientale del fiume di fronte a Thonburi. La comunità cinese fu fatta spostare in una vicina zona, che in seguito si sarebbe sviluppata attorno alla strada Yaowarat, formando la prosperosa chinatown della capitale. Il sovrano fece costruire una serie di maestosi edifici, tra cui il Grande Palazzo Reale, e Bang Makok fu ribattezzato Rattanakosin, che significa "città del gioiello di Indra", la divinità-guerriera di origine induista adottata anche dal buddhismo, particolarmente venerata in Thailandia.
Nel complesso del palazzo reale fu eretto il Wat Phra Kaew, il complesso templare dove fu portato il Buddha di Smeraldo, la sacra statua che rappresenta il palladio della casa regnante e che era conservata nel Wat Arun di Thonburi dal 1779. Il re fece costruire un fossato a difesa della città creando l'isola di Rattanakosin, che è il nucleo attorno a cui si è sviluppata la capitale. Rama I diede a Bangkok anche un lunghissimo nome cerimoniale (vedi sezione specifica), che fu modificato dal re Rama IV e la cui abbreviazione, Krung Thep Maha Nakhon (letteralmente "capitale degli angeli", "grande città"), è l'attuale nome ufficiale. I thailandesi e i laosiani la chiamano semplicemente Khrung Thep, ma nel resto del mondo si è sempre continuato a chiamarla Bangkok, la contrazione del nome Bang Makok.
Il Regno di Thonburi, nato sulle ceneri di quello di Ayutthaya, divenne così il Regno di Rattanakosin. Il primo edificio ad essere costruito fu il Lak Mueang, il santuario dove è tuttora custodita la divinità tutelare della città; fu inaugurato il 21 aprile 1782, che è considerata la data di fondazione di Bangkok. Durante i regni di Rama I (1782-1809) e di Rama II (1809-1824), i principali lavori pubblici riguardarono l'abbellimento della città con nuovi templi e palazzi, e la realizzazione di nuovi canali. Le opere di canalizzazione sarebbero continuate fino al regno di Rama V (1868-1910), contribuendo a bonificare il terreno paludoso su cui sorge la capitale e sviluppando le vie di comunicazione, che a quei tempi erano quasi esclusivamente idrovie.
Il re Rama III (1824-1851) ingrandì il porto, adeguandolo all'esigenza siamese di espandere i traffici marittimi con l'estero. Inizialmente, la struttura divenne approdo in prevalenza di giunche cinesi, e Bangkok arrivò a competere con Singapore per quanto riguarda i traffici con la Cina. Verso la metà del XIX secolo, le nuove imponenti navi delle potenze occidentali soppiantarono le vecchie giunche cinesi ed il Siam, sentendosi minacciato, impose un regime protezionistico ai commerci e sbarrò l'accesso a Bangkok alle navi non autorizzate. Ben presto il re Rama IV (1851-1868) fu costretto a rivedere tale politica per arginare la crescente influenza europea e scongiurare il rischio della colonizzazione del Paese. Il Siam siglò con diversi Stati occidentali, in particolare col Regno Unito, importanti trattati che limitarono l'autonomia del Paese ma contribuirono ad arricchirlo con nuovi scambi commerciali. Fu lo stesso sovrano, convinto dell'importanza del progresso scientifico e tecnologico, a far costruire le prime vere strade di Bangkok.
Il sistema stradale cittadino fu ampliato da re Rama V, che proseguì sulle orme del padre Rama IV sulla strada del rinnovamento del Paese. Fu Rama V a far costruire in città la Scuola di Formazione per il Servizio Civile, che durante il regno del figlio Rama VI sarebbe diventata il primo ateneo del Siam, l'Università Chulalongkorn. Nel 1893 fu ultimata la prima ferrovia siamese, da Bangkok a Pak Nam (il vicino villaggio dove sfocia il fiume Chao Phraya), e in seguito fu dato il via alla costruzione dell'odierna stazione principale di Bangkok, la Hua Lamphong, completata durante il regno di Rama VI. Nel corso di una visita in Italia, Rama V rimase affascinato dalla monumentale bellezza dell'allora capitale Torino e, a partire dalla fine dell'Ottocento, invitò in Siam diversi ingegneri, architetti ed artisti italiani, soprattutto piemontesi, per progettare e realizzare i più grandi palazzi, ponti e monumenti che trasformarono Bangkok. Tali iniziative furono portate avanti anche dal successore Rama VI (1910-1925).
La crisi economica innescata dalle spese eccessive volute da Rama VI e dalla crisi globale che seguì la grande depressione del 1929, costrinsero il re Rama VII (1925-1935) a tagliare le spese pubbliche, in particolare quelle militari, provocando crescente malumore nei vertici delle forze armate. Alcuni ufficiali di alto grado delle forze armate si unirono al progetto in favore della democrazia di alcuni studenti educati all'estero e portarono a compimento a Bangkok l'incruento colpo di Stato conosciuto come la rivoluzione siamese del 1932. Il sovrano fu costretto ad accettare le proposte dei ribelli ed ebbe inizio la monarchia costituzionale; ebbe così fine il Regno di Rattanakosin, dopo l'evento lo Stato prese il nome Regno del Siam e nel 1939 Regno di Thailandia.

### Le dittature militari
Gli iniziali ideali di democrazia portati avanti dai promotori della rivoluzione del 1932 vennero presto sopraffatti dalle ambizioni delle alte sfere militari, che diedero il via a una quasi ininterrotta serie di colpi di Stato e di dittature. Nel dopoguerra, dopo che il dittatore Phibun aveva trascinato il Paese nella seconda guerra mondiale a fianco dei giapponesi, vi fu un breve periodo di democrazia monopolizzato da Pridi Banomyong, uno degli studenti artefici della rivoluzione del 1932. Il colpo di Stato militare del 1947 restituì il potere a Phibun con l'avallo degli statunitensi, che scelsero la Thailandia come baluardo nella lotta al comunismo dilagante in Sud-est asiatico. Quando ebbe inizio il suo declino, Phibun cercò di riprendere l'egemonia aprendo alla democrazia e, segretamente, alla Cina di Mao, prendendo le distanze dagli Stati Uniti e nel settembre 1957 vi fu il colpo di Stato organizzato dal generale Sarit Thanarat, che pose fine alla carriera di Phibun, costretto a rifugiarsi in esilio.
Durante la dittatura di Thanarat vi fu un ulteriore avvicinamento del Paese agli Stati Uniti nonché il ritorno della monarchia Chakri a una posizione di potere, il re Bhumibol Adulyadej conseguì notevoli vantaggi, recuperando gran parte dei privilegi perduti dalla monarchia nel 1932. Thanarat promosse lo sviluppo economico del Paese in accordo con gli statunitensi e la sua dittatura esercitò sulle opposizioni una repressione senza precedenti. Vi furono ingenti investimenti dall'estero; l'incremento demografico e l'urbanesimo ingrandirono enormemente in questo periodo la popolazione di Bangkok. Si venne a creare una consistente classe media ed ebbe grande sviluppo l'istruzione pubblica, con la formazione di una generazione di studenti aperti e informati sulla politica e sull'economia.
Con lo scoppio della guerra del Vietnam, Thanarat fornì supporto militare e logistico agli americani, ai quali concesse l'uso delle basi aeree del nord-est per i bombardamenti del Vietnam. Alla sua morte, nel 1963, prese il potere il suo vice, il generale Thanom Kittikachorn, che ne continuò la politica filo-americana e anti-comunista. La durezza della repressione e la grave corruzione che caratterizzarono i suoi governi alimentarono il pubblico malcontento. La tensione crebbe e vennero organizzate imponenti dimostrazioni anti-governative. La rivolta studentesca a Bangkok del 1973 pose fine alla sua egemonia politica; al termine di tre giorni di scontri tra le forze dell'ordine e un numero enorme di dimostranti fu costretto dal re Rama IX a rassegnare le dimissioni e ad andare in esilio. I successivi governi democraticamente eletti si alternarono fino al 6 ottobre 1976, quando il brutale massacro dell'Università Thammasat, compiuto dalla polizia e da gruppi paramilitari a Bangkok, favorì un colpo di Stato che riportò una dittatura militare al governo. Una nuova sommossa popolare a Bangkok fu soffocata nel sangue anche nel cosiddetto maggio nero del 1992, quando furono uccisi diversi manifestanti che contestavano il governo del generale Suchinda Kraprayoon.

### Storia contemporanea

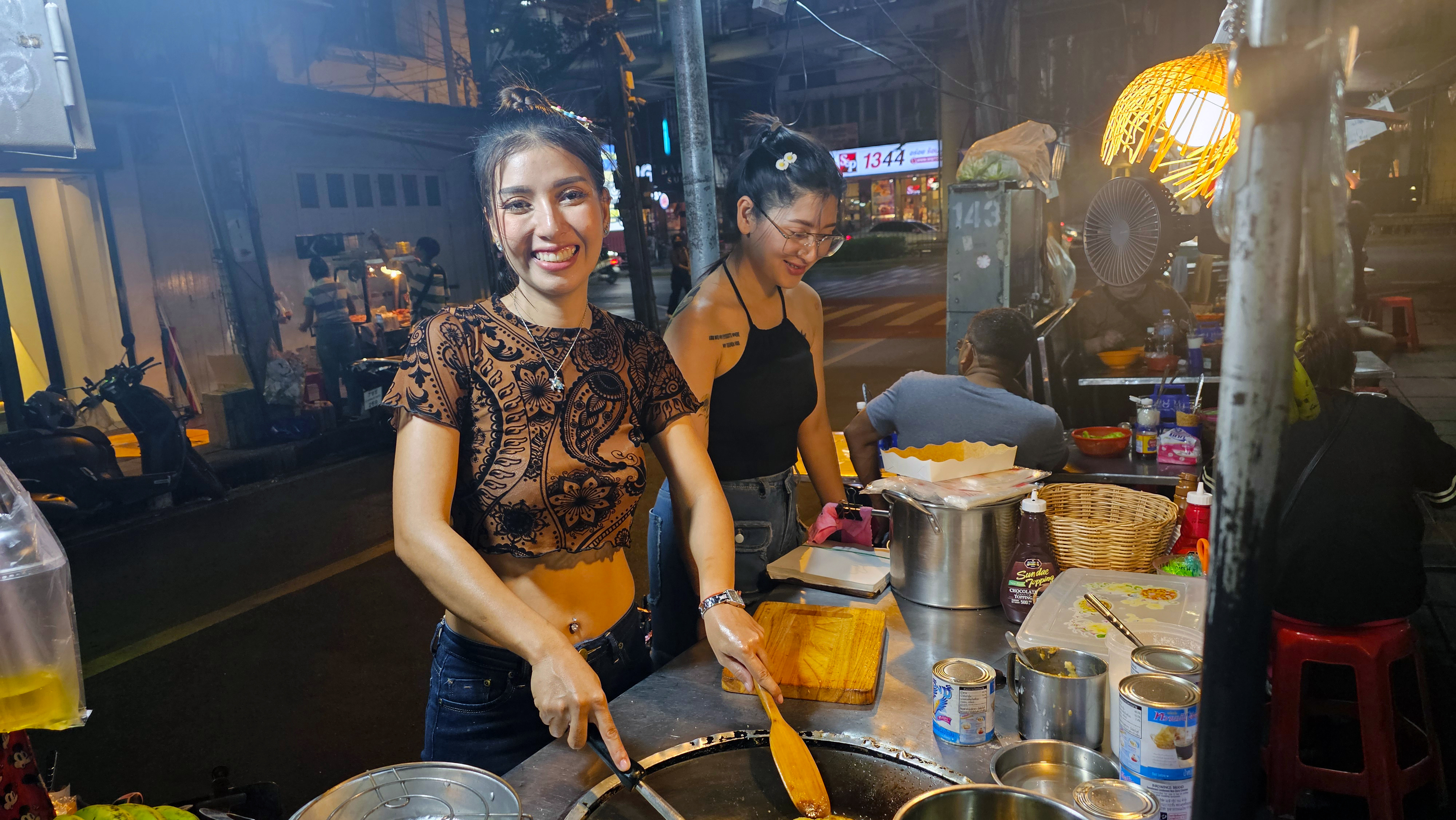
Puy the Roti Lady Benjawan Kaewsaen e sua sorella Palm a Saladang Bangkok

Negli anni settanta la piccola ma densamente popolata Provincia di Thonburi fu conglobata nell'area metropolitana di Bangkok. La superficie cittadina è passata dai 13 km² del 1900 ai 330 del 2000, mentre l'area metropolitana misura oggi 1.568,7 km². L'incremento demografico nella capitale era stato graduale fin dai tempi della fondazione, ma si era fatto drammatico negli anni cinquanta e sessanta a causa della rapida industrializzazione e della centralizzazione delle attività di governo; le infrastrutture cittadine sono diventate insufficienti a soddisfare le esigenze dei nuovi arrivati. Anche a causa della mancanza di programmazione governativa, si sono progressivamente aggravati una serie di disagi che vanno dalla crisi abitativa, con diverse baraccopoli disseminate ovunque, alla congestione del traffico cittadino, dall'eccessivo accumulo di spazzatura (7.000 tonnellate al giorno) fino al deterioramento ambientale.
Il conflitto cominciato all'inizio del XXI secolo tra la vecchia oligarchia militare e gli emergenti gruppi finanziari ha vissuto i suoi episodi più drammatici a Bangkok. La nomina a primo ministro nel 2001 del magnate dei media Thaksin Shinawatra ha creato una spaccatura nel Paese tra la fazione che rappresenta i militari, il ceto medio e i lavoratori di Bangkok e della Thailandia del sud e quella in cui si riconoscono le classi meno abbienti che appoggiano i governi e le coalizioni vicine a Thaksin, le cui roccaforti sono nel nord e nel nord-est del Paese. Si sono quindi registrati i colpi di Stato militari incruenti del 2006 e del 2014 contro i governi della famiglia Shinawatra, ma soprattutto la crescente ingerenza della magistratura nella politica in opposizione al populismo con cui Thaksin e i suoi alleati si sono garantiti i voti degli elettori. In questo periodo vi sono stati grandi scontri tra queste fazioni che hanno contribuito a incrinare l'unità nazionale, in particolare quelli verificatisi a Bangkok.

### Stemma
Lo stemma della città mostra il dio della folgore Indra che cavalca tra le nuvole Erawan, una creatura mitologica simile ad un elefante (rappresentata a volte con tre teste). Nella mano destra Indra impugna la vajra, la sua tradizionale arma da cui scaturisce la folgore. Lo stemma si ispira a un dipinto del principe Naris, un artista figlio del re Rama IV. La pianta simbolo di Bangkok è il ficus beniamino.

## Monumenti e luoghi d'interesse

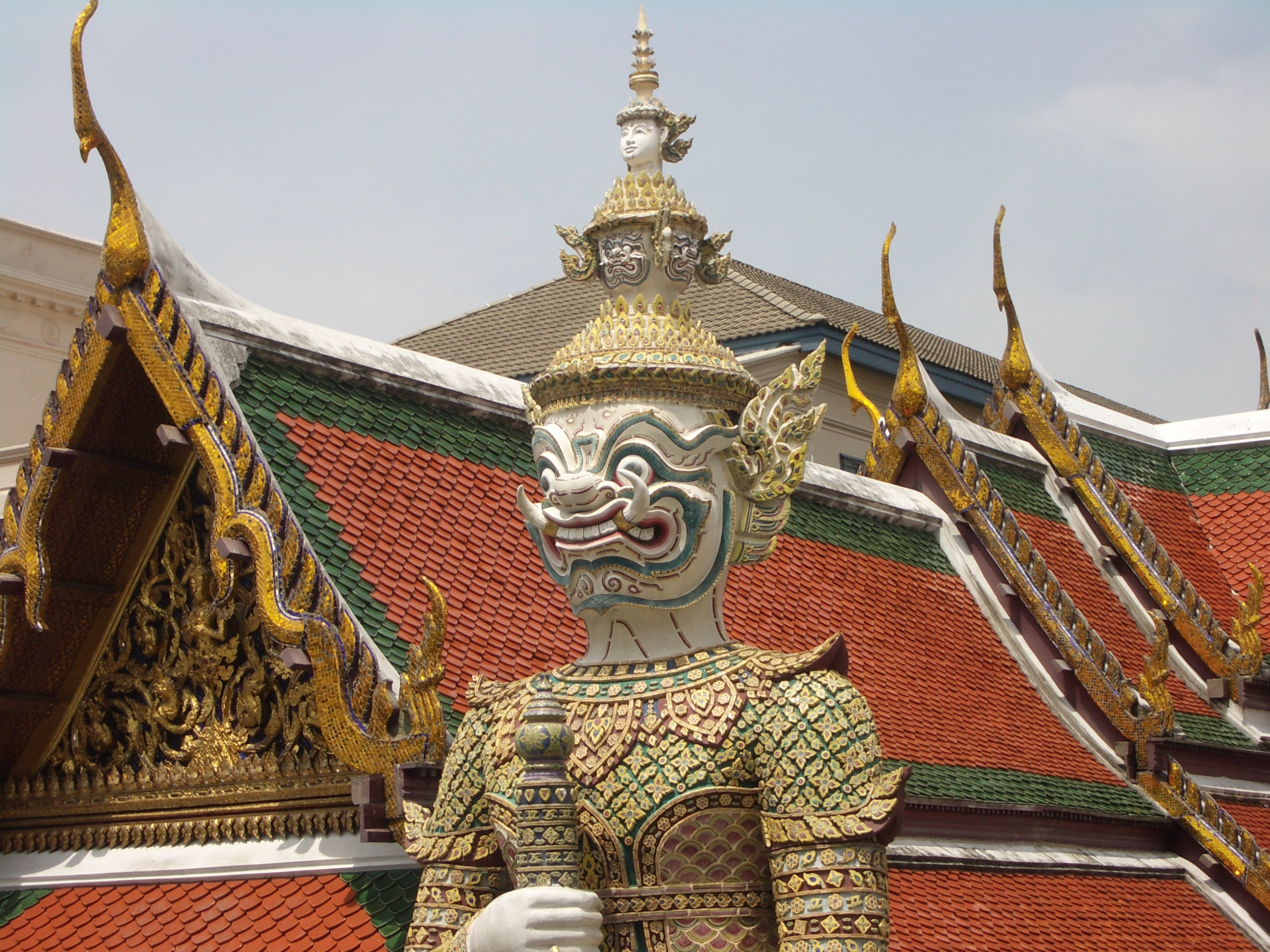
Wat Phra Kaeo, demone guardiano

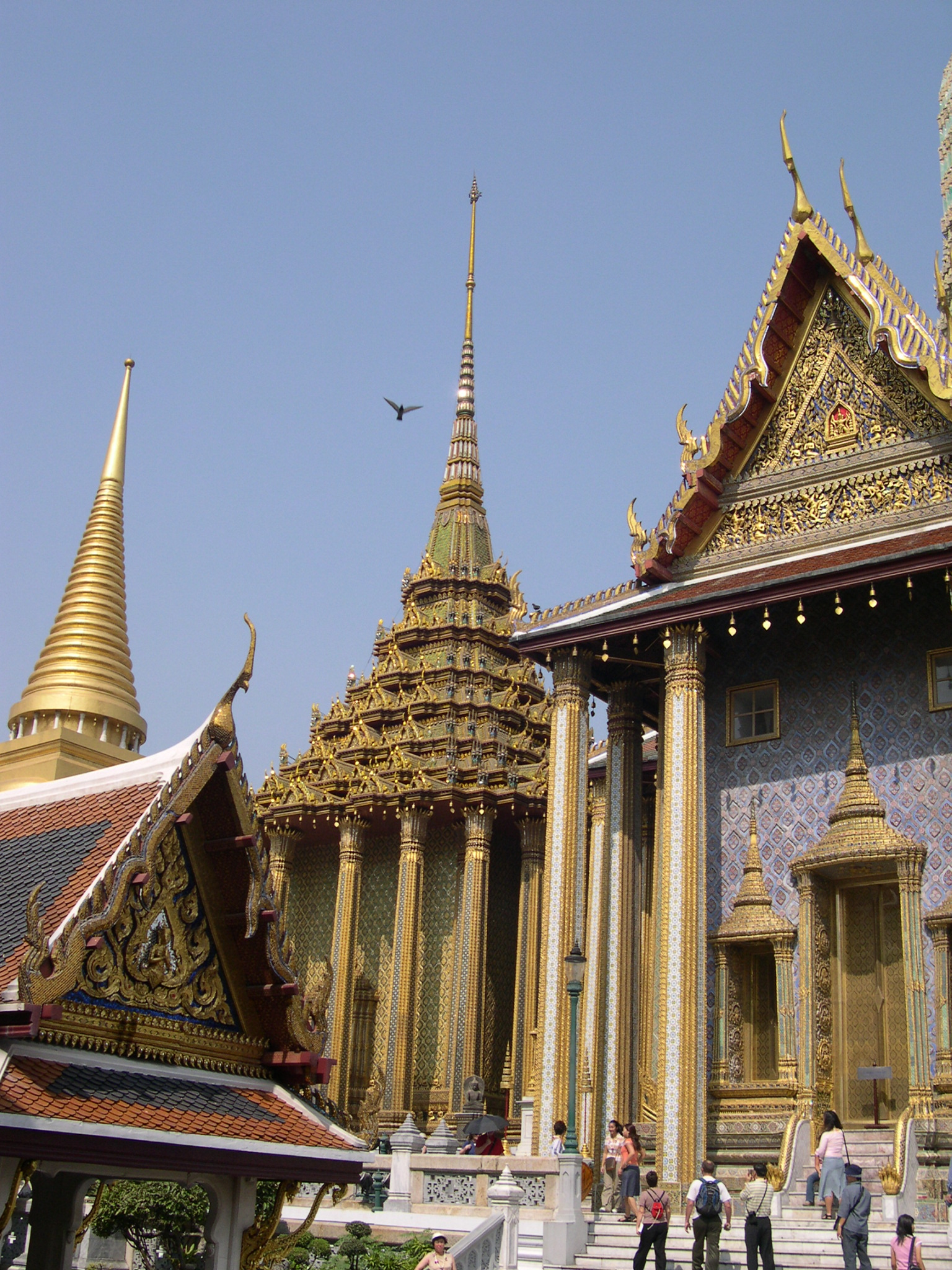
Wat Phra Kaeo, palazzo reale a Bangkok

### Architetture religiose
La città è ricca di templi buddhisti, conosciuti in Thailandia con il nome wat. Tra i più famosi vi sono:
- Wat Pho, sede di una delle più importanti scuole di massaggio tradizionale thailandese, situato nei pressi del Grande Palazzo Reale.
- Wat Phra Kaew, il tempio che ospita il Buddha di Smeraldo, statua simbolo della monarchia. Wat Phra Kaew svolge anche la funzione di cappella reale e si trova nel comprensorio del Grande Palazzo Reale.
- Wat Arun, uno dei più antichi templi di Bangkok, è situato nell'agglomerato di Thonburi, che fu capitale dell'omonimo regno tra il 1767 e il 1782, e fu la cappella reale di re Taksin.
- Wat Bowonniwet, tempio di prima classe situato nel distretto di Phra Nakhon e particolarmente vicino alla monarchia, al suo interno vi presero i voti per brevi periodi molti sovrani della dinastia Chakri.
- Wat Benchamabophit, importante tempio reale nei pressi di Palazzo Dusit. Fu realizzato a inizio Novecento combinando lo stile tradizionale thai con il neo-classico italiano.

### Architetture civili
- Grande Palazzo Reale, residenza ufficiale dei re thailandesi, che lo utilizzano per le cerimonie ufficiali. È un complesso di edifici ricostruiti o restaurati secondo lo stile di quelli originali molti dei quali erano stati inaugurati nel periodo in cui fu fondata la città. Una parte degli edifici è aperta per le visite del pubblico.
- Palazzo Dusit, complesso di palazzi reali costruito negli anni a cavallo del 1900 per volere di re Rama V
  - Palazzo Vimanmek, elegante palazzina costruita nel 1900 nel comprensorio di Palazzo Dusit. Fu utilizzata per breve tempo come palazzo reale ed è la costruzione in teak più grande al mondo. Viene oggi utilizzato come museo con l'arredamento e le suppellettili originali di re Rama V che lo fece costruire come propria residenza.[32]
  - Palazzo Chitralada, residenza del defunto re Rama IX, situata nel comprensorio di Palazzo Dusit.

Grattacieli
- Magnolias Waterfront Residences, l'edificio più alto di Bangkok (317 metri) dal 2018.
- MahaNakhon, l'edificio più alto di Bangkok (314 metri) dal 2016 al 2018.
- Baiyoke Tower II, l'edificio più alto di Bangkok (304 metri) dal 1997 al 2016.

### Altro
- Sanam Luang, il grande campo reale di forma ovale che si trova all'esterno del Grande Palazzo Reale. Utilizzato in origine per le cerimonie regali, è diventato anche uno dei pochi parchi del centro città aperti al pubblico e la strada che lo circonda è uno snodo stradale di primaria importanza.
- Thanon Ratchadamnoen, imponente viale della parata reale che collega il Grande Palazzo Reale a Palazzo Dusit, diventato una delle arterie più importanti del traffico cittadino.
- Monumento alla Democrazia, monumento in commemorazione della rivoluzione siamese del 1932 con cui il Siam divenne una monarchia costituzionale, si trova lungo Thanon Ratchadamnoen.
- Monumento alla Vittoria, monumento e piazza che celebrano la vittoria nella guerra franco-thailandese, oggi imponente snodo del traffico nella zona nord del centro cittadino.
- Strada Yaowarat, attorno alla quale si è sviluppata la Chinatown nel centro di Bangkok.
- Chiesa del Santo Rosario, una chiesa cattolica nel distretto di Samphanthawong, sulla riva orientale del fiume Chao Phraya.

## Cultura

### Istruzione

#### Biblioteche
- Biblioteca Nazionale di Bangkok, principale biblioteca di Thailandia, situata in strada Samsen nel distretto di Dusit
- Biblioteca della città di Bangkok, si trova lungo il viale Ratchadamnoen nei pressi di thanon Khaosan

#### Musei
Tra le decine di musei presenti a Bangkok vi sono:
- Museo nazionale di Bangkok, uno dei più importanti musei di Thailandia e tra i più grandi del Sud-est asiatico, si trova lungo Sanam Luang.[33]
- Galleria nazionale, nei pressi del Museo nazionale di Bangkok.
- Casa di Jim Thompson, uomo d'affari americano che fece rifiorire l'industria della seta thailandese, trasformata in museo e negozio di sete.

#### Università
Vi sono in città oltre trenta università, tra le quali:
- Università Chulalongkorn, il più esclusivo e antico ateneo del Paese; fu fondata nel 1899 dal principe Damrong Rajanubhab come Scuola di Formazione per il Servizio Civile e fu elevata al rango di università il 26 marzo 1917 da re Rama VI, che la intitolò al padre Chulalongkorn, nome reale di Rama V.[34]
- Università Thammasat, il secondo ateneo istituito in Thailandia, fu fondata il 27 giugno 1934 come Università di Scienze Morali e Politiche da Pridi Banomyong, considerato il padre della democrazia in Thailandia, costretto in seguito all'esilio dai militari.[35]
- Università Silpakorn, fondata nel 1932 come scuola d'Arte, divenne università nel 1943. Fondatore e rettore fu lo scultore fiorentino naturalizzato thailandese Silpa Bhirasri, considerato il padre dell'arte contemporanea thailandese.[20]

### Media
Bangkok è anche il maggiore centro thailandese per la pubblicazione di mass media nazionali. Tra i più importanti quotidiani che hanno sede a Bangkok vi sono Thai Rath (il più venduto), Khao Sod, Daily News, Matichon e Krungthep Thurakij. I maggiori quotidiani in lingua inglese sono il Bangkok Post e The Nation. Nella capitale vengono anche pubblicate varie riviste settimanali e mensili.
Anche le maggiori rete televisive hanno sede e principali studi a Bangkok, tra cui tutti e sei i canali terrestri: Canale 3, Canale 5, Canale 7, Modernine TV, NBT e Thai PBS. A parte alcuni notiziari locali che la NBT prepara nelle province, tutta la programmazione di queste reti viene fatta a Bangkok. Vi sono anche molte TV via cavo che hanno base a Bangkok, tra le quali la maggiore è TrueVisions. Diverse decine di stazioni radio trasmettono dalla capitale sia in FM che in AM.

### Cinema
Anche l'industria cinematografica nazionale ha per centro Bangkok, dove si trovano i più importanti studi cinematografici del Paese, oltre a dozzine di cinema tra cui molti multisala. In città si tengono inoltre i due più importanti festival cinematografici nazionali, il Bangkok International Film Festival e il World Film Festival of Bangkok.

## Geografia antropica

Mappa dei distretti di Bangkok

### Suddivisioni amministrative
Bangkok è suddivisa in 50 distretti chiamati khet, che sono a loro volta suddivisi in 169 sottodistretti detti khwaeng (แขวง) (nelle altre province i distretti sono chiamati amphoe e i sottodistretti muban).

## Economia
Bangkok è il centro economico della Thailandia e vi hanno sede le maggiori banche e istituzioni finanziarie del Paese. Sono presenti molte filiali di banche straniere e diverse multinazionali vi hanno stabilito il loro quartier generale per il Sud-est asiatico. La Borsa thailandese ha la sua sede in centro città.
Il porto è situato lungo il fiume Chao Phraya vicino al centro nel distretto di Khlong Toei, enormi chiatte solcano le acque del fiume trasportando ingenti quantitativi di materiale. A causa dei bassi fondali, questo vecchio porto non permette l'attracco di navi mercantili ad alto tonnellaggio, che venivano quindi dirottate su Singapore e Hong Kong. Il problema è stato ovviato con la costruzione nel 1981 nella vicina provincia di Chonburi del porto di Laem Chabang, che da allora ha spedito e ricevuto la maggior parte dei container internazionali diventando il più trafficato della Thailandia. Negli anni successivi a Laem Chabang è transitato un crescente numero di navi mercantili e nel 2016 era il 22º più trafficato al mondo.
La costruzione del porto fa parte del piano di sviluppo della fascia costiera a sud-est di Bangkok, nella vasta zona compresa tra la provincia di Samut Prakan e la provincia di Rayong, dove è stata anche potenziata la rete stradale e ferroviaria, in particolare per quanto riguarda il trasporto merci. Le vecchie zone industriali di Bangkok sorgono nelle periferie a sud e ad ovest e questo piano di sviluppo, a partire dagli anni ottanta, ha concentrato a sud-est la maggior parte delle nuove industrie. Il decentramento ha anche evitato l'aumento dell'inquinamento e del traffico di automezzi pesanti nella capitale legati alla crescita economica del Paese.
Una ricerca del 2008 effettuata da MasterCard ha classificato Bangkok al 42º posto tra le città più importanti al mondo come centri di commercio. Con l'espandersi delle attività commerciali e finanziarie che hanno fatto della Thailandia una delle tigri asiatiche dell'economia, c'è stato un boom nella costruzione di grattacieli, se ne contano a Bangkok oltre 1.000, che la piazzano al 17º posto fra le città con più grattacieli al mondo.
Accanto alle classi privilegiate e a un ceto medio le cui entrate sono buone se proporzionate al costo della vita, vi sono larghi strati di popolazione che vivono sotto la soglia di povertà. Con il miraggio di sfuggire alla miseria delle aree più depresse della Thailandia e dei paesi confinanti, c'è sempre più gente ed immigrati clandestini che arrivano e ingrandiscono le numerose baraccopoli disseminate in città.
La città è anche un famoso centro di gioielleria, ricco di botteghe artigianali che lavorano l'argento e il bronzo. Molti commercianti stranieri ed esportatori vengono per comprare tali prodotti, oltre a capi di vestiario e oggettistica, per il buon rapporto tra qualità e prezzo. Tra le zone cittadine commercialmente più vive ci sono Yaowarat, che è la Chinatown di Bangkok, e Phahurat, l'adiacente quartiere indiano.

### Turismo
Il turismo è una delle fonti principali di ricchezza. Oltre ad essere lo scalo thailandese principale per i turisti diretti in altre località del Paese, Bangkok offre edifici storici di sontuosa architettura (vedi paragrafo monumenti e luoghi d'interesse), vasti mercati, un'ampia scelta di raffinate cucine, un'affascinante vita notturna, una fiorente industria del sesso ecc. Secondo una stima del 2007, 14,5 milioni di turisti hanno visitato la Thailandia in quell'anno, facendone il 14º Paese più visitato al mondo. Nello stesso anno il turismo ha rappresentato il 6,7% del prodotto interno lordo thailandese. Bangkok rappresenta il polo di attrazione principale del settore. L'instabilità politica e i sanguinosi scontri di piazza che si sono verificati a partire dal 2008 hanno frenato il crescente numero di turisti in arrivo.

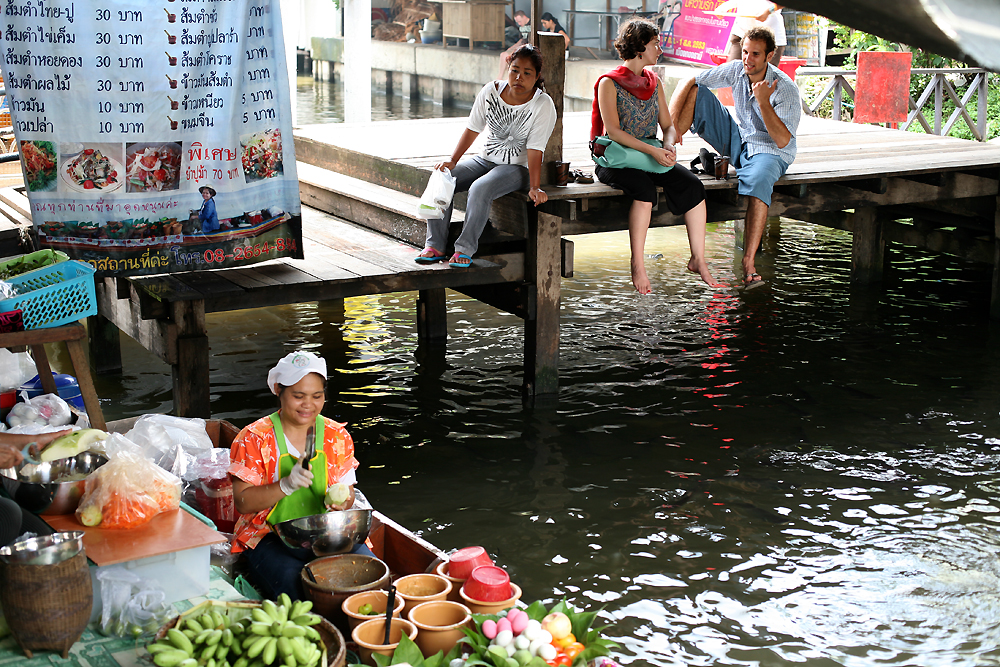
Il mercato galleggiante Taling Chan

L'enorme varietà di strutture ricettive richiama a Bangkok ogni tipo di turista, da quello che viaggia in economia e che pernotta nella zona di thanon Khaosan, a quello che cerca alberghi lussuosi, molti dei quali si trovano lungo il Chao Phraya e a Sukhumvit. Tra i diversi mercati di forte richiamo turistico vi sono:
- Il mercato di Chatuchak, situato nella zona settentrionale della città, è chiamato anche Weekend Market. È stato definito il più grande mercato nazionale[44] e il più grande mercato del fine settimana al mondo, con una superficie di circa 35 acri e oltre 200 000 visitatori ogni fine settimana.[45]
- Il mercato sull'acqua di Taling Chan sul canale Chak Phra a Thonburi, molto folkloristico, ma disertato dai locali per i prezzi troppo alti. È stato inaugurato nel 1987, dopo che da lungo tempo i caratteristici mercati sull'acqua erano scomparsi da Bangkok.
- I mercati Bo Bae e Pratunam in centro, che sono specializzati in capi di abbigliamento.

È possibile effettuare escursioni di una giornata in località di grande interesse culturale non distanti da Bangkok: l'antica capitale thailandese Ayutthaya è raggiungibile anche via fiume, oltre che con treni e autobus; il celebre mercato ferroviario di Maeklong che è raggiungibile con un viaggio in treno fra le risaie; il celebre ponte sul fiume Mae Klong (che ha ispirato il romanzo Il ponte sul fiume Kwai e l'omonimo film) presso Kanchanaburi è un'importante meta turistica ed è raggiungibile anche con la ferrovia.

## Infrastrutture e trasporti

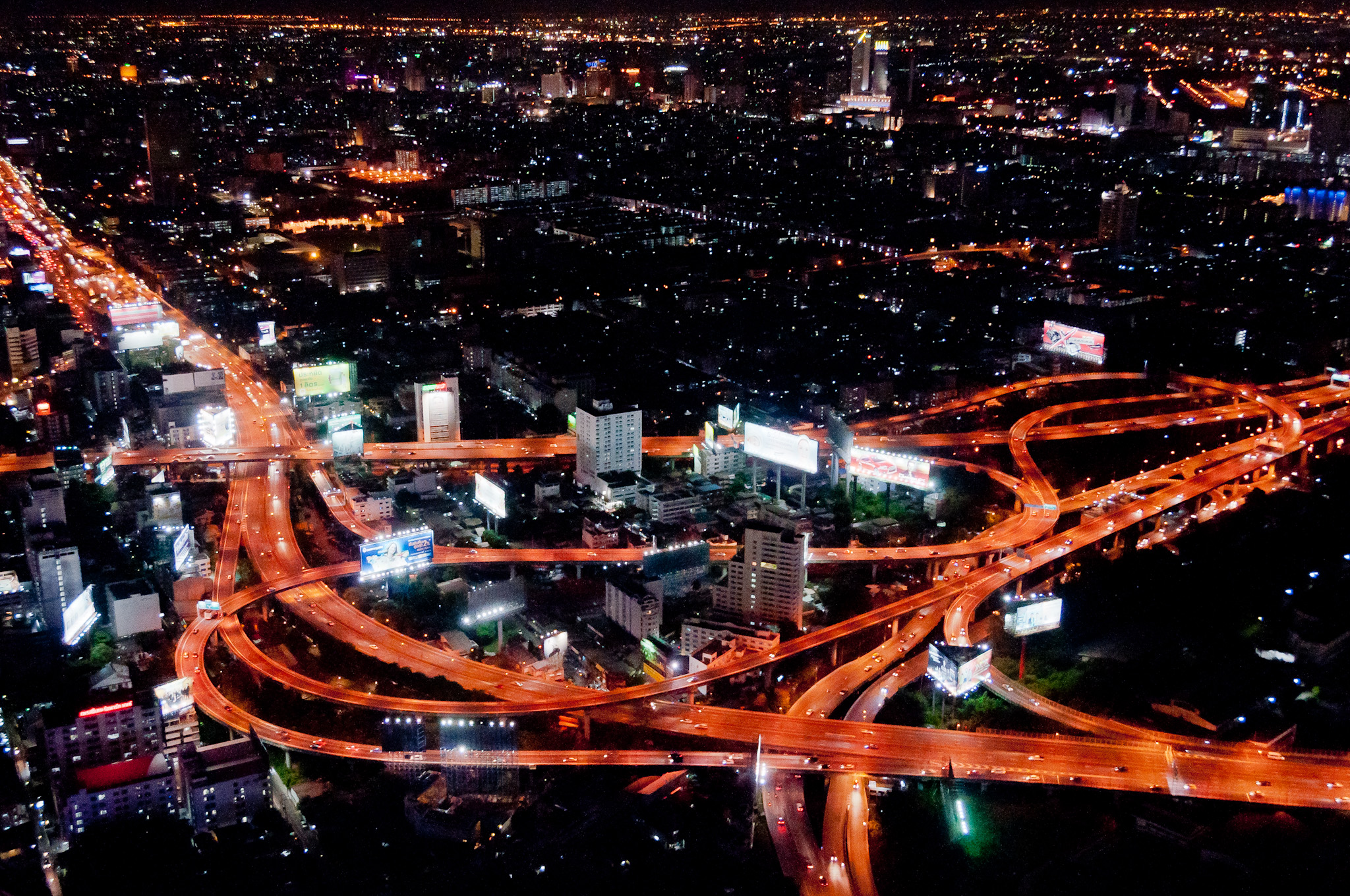
Bangkok Expressway

### Rete stradale

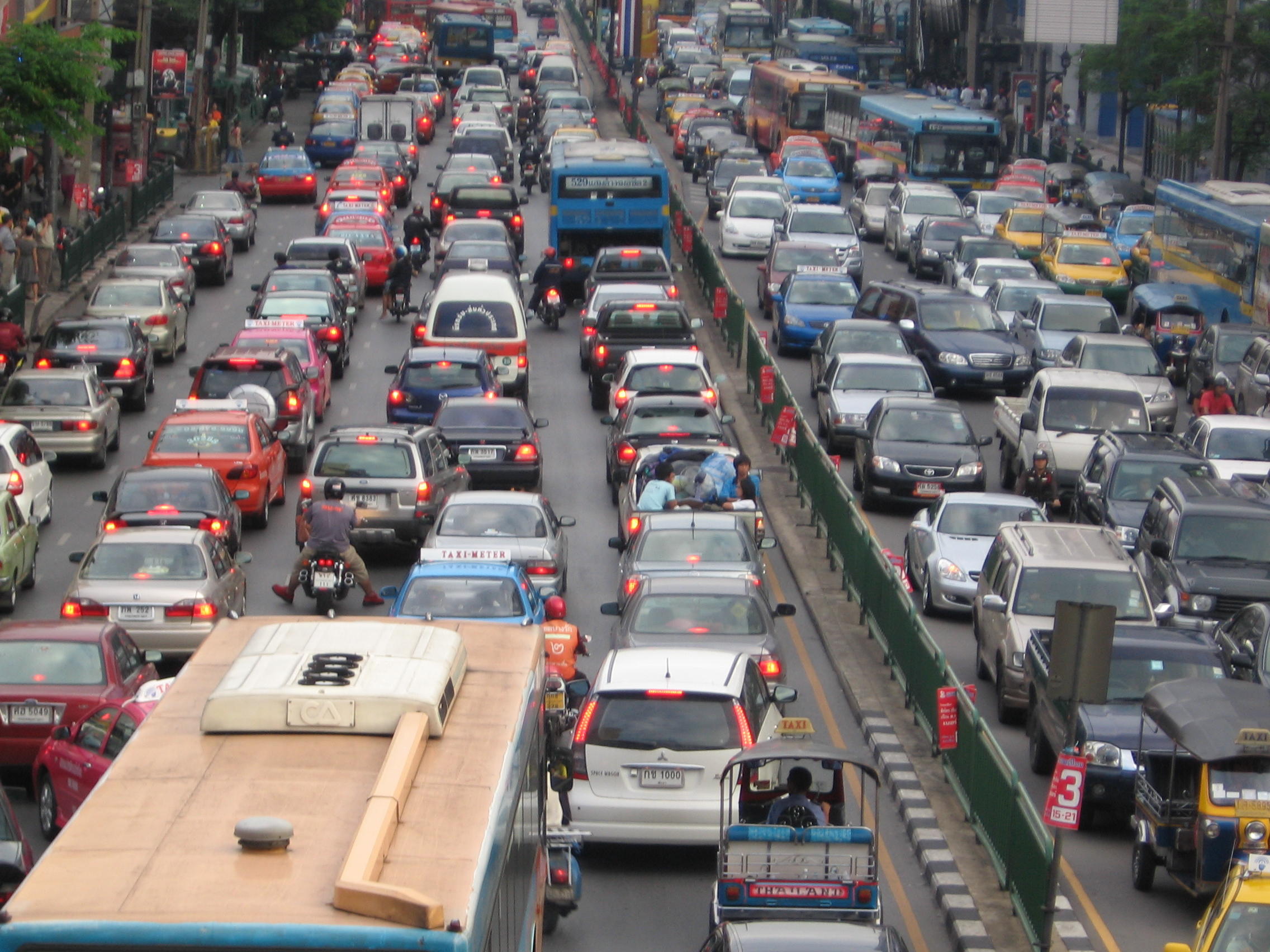
Traffico di Bangkok in un giorno qualunque

Numerose autostrade sopraelevate e un anello autostradale, che circonda l'intera città, stanno per essere completate. L'autostrada 7 collega il centro città con l'aeroporto. Queste infrastrutture dovrebbero attenuare il problema del traffico della città. Altri progetti autostradali sono stati abbandonati per mancanza di fondi, in seguito alla crisi finanziaria asiatica degli scorsi anni. Nell'area metropolitana i dodici ponti che collegano le due sponde del fiume nelle ore di punta sono intasati e gli ingorghi che si creano bloccano il traffico per diversi km. Il più nuovo è il ponte Rama VIII, è situato in centro ed è un mirabile esempio di ingegneria moderna.
Dalla città si diparte anche l'Autostrada 81 che la collega alla città di Kanchanaburi.

### Rete ferroviaria
Nel 1999 sono state aperte le due linee ferroviarie sopraelevate Bangkok Skytrain, chiamate ufficialmente BTS Skytrain, che si snodano per un totale di 55 km. La linea Sukhumvit congiunge Morchit a nord con la provincia di Samut Prakan a sud-est. La linea Silom collega lo stadio nazionale in centro con la stazione di Bang Wa, nel distretto di Phasi Charoen a Thonburi. Sono previsti altri prolungamenti di entrambe le linee.
La stazione centrale della Ferrovia di Stato della Thailandia è la Hua Lamphong, si trova in centro e vi partono i treni per Chiang Mai verso il nord, per la Malaysia verso il sud, per Nong Khai verso il nord-est e il Laos centrale, per Ubon Ratchathani verso est e il Laos meridionale, e per Aranya Prathet verso il sud est e la Cambogia. Ci sono poi diverse altre stazioni minori tra le quali quella di Thonburi a ovest da cui partono i treni per Kanchanaburi e l'ovest. A Bangkok vi sono diverse stazioni della Ferrovia di Stato, i cui treni vengono usati dai pendolari per spostarsi in città.
Il 23 agosto 2010 la Ferrovie di Stato ha inaugurato l'Airport Rail Link, una linea ferroviaria veloce sopraelevata della lunghezza di 49,5 chilometri che collega l'aeroporto Suvarnabhumi con il centro e in particolare:
- la linea cittadina (city line) che in 20 minuti raggiunge la stazione MRT-Subway Phetchaburi e in 30 minuti la stazione BTS-Skytrain Phayathai Station;
- la linea espressa (express line), servizio sospeso nel 2015 che in 15 minuti raggiungeva la stazione MRT-Subway Phetchaburi.

### Trasporti pubblici cittadini
La prima linea della metropolitana di Bangkok è quella blu, che è stata inaugurata nel luglio del 2004 e collega la stazione ferroviaria Bang Sue con la periferia sud-ovest della capitale. Nel 2016 è stata inaugurata la linea viola, che collega il centro di Bangkok con la vicina Nonthaburi. Per entrambe le linee sono previsti prolungamenti. È inoltre prevista la costruzione di altre quattro linee: l'arancione, la gialla, la marrone e la rosa.
La città dispone di quattro linee ferroviarie sopraelevate che la attraversano: le due linee del Bangkok Skytrain, quella dell'Airport Rail Link, che collega il centro all'aeroporto Suvarnabhumi, e il people mover della Linea Oro, che compie un breve tragitto a Thonburi. Alla fine di maggio 2010 è stato inaugurato il BRT ("Bus Rapid Transit"), un sistema di bus navetta che collega thanon Sathon (nei pressi di Chong Nonsi) a Ratchaphruek.
Questi mezzi di spostamento rapido hanno ridotto il traffico cittadino, ma la situazione è sempre più caotica perché con il miglioramento del tenore di vita di una parte degli abitanti di Bangkok sono aumentate anche le auto private che si affiancano alle migliaia di taxi, ai tuk-tuk, ai songthaew nonché agli scooter che effettuano servizio taxi su percorsi relativamente brevi.
La rete degli autobus urbani è molto sviluppata e vi sono moltissime linee che a prezzi ridotti permettono di raggiungere ogni zona della città. Un altro modo economico di viaggiare a Bangkok è rappresentato da pulmini che hanno capienza fino a un massimo di quattordici persone e consentono di arrivare a destinazione più velocemente rispetto al tempo impiegato dagli ingombranti autobus. Il songthaew, che significa due panche, è un pick-up coperto autorizzato a trasportare passeggeri, recante sul retro due panche sui lati; anche questo mezzo di trasporto è molto economico e di solito percorre tragitti non coperti dagli autobus.
Le principali stazioni di autobus e minivan per trasporti extraurbani sono le seguenti:
- la stazione nord, chiamata Morchit (da pronunciare Moocit), le cui autocorriere portano a nord, a nord-est e a est, non lontana dal vecchio aeroporto Don Mueang;
- la stazione est, chiamata Ekkamai, che si trova lungo la via Sukhumvit, per gli spostamenti verso il sud-est;
- la nuova stazione sud, chiamata come la vecchia: Sai Tai Mai, che si trova alla periferia ovest e collega la città col sud e l'ovest del Paese.

### Trasporto fluviale
Il porto di Bangkok si trova nel khet Khlong Toei e fu il principale scalo internazionale del Paese dal 1947, quando fu inaugurato, fino al 1991, quando fu aperto il porto di Laem Chabang sulla costa est della baia di Bangkok. A causa dei bassi fondali, il vecchio porto di Bangkok non permette l'attracco di navi mercantili ad alto tonnellaggio che transitavano quindi in altri porti del Sud-est asiatico. Il porto di Laem Chabang fu costruito anche per alleviare il traffico fluviale di Bangkok, che era troppo intenso. Nonostante la drastica riduzione del traffico, dal porto di Klong Toey continuano le spedizioni di una discreta quantità di container.
Sul fiume Chao Phraya è attivo l'efficace ed economico servizio di motobattelli della compagnia Chao Phraya Express Boat, che consente ai passeggeri di eludere il traffico stradale e di ammirare il paesaggio cittadino; vi sono anche numerosi traghetti per passeggeri per l'attraversamento del fiume nelle zone lontane dai ponti e diverse imbarcazioni taxi di compagnie private. Su alcuni canali è attivo un servizio analogo a quello della Chao Praya Express Boat, eseguito con imbarcazioni di dimensioni più ridotte, le barche passeggeri Khlong Saen Saep, che trasportano fino a 60 000 persone ogni giorno.

### Aeroporti
L'unico aeroporto di Bangkok, uno dei più trafficati del sud est asiatico, è stato sino al 2006 Don Muang, situato nel nord della città. La costruzione del nuovo aeroporto Suvarnabhumi, nel distretto di Bang Phli della provincia di Samut Prakan, nel sud-est della città, è iniziata nel 2002 ed è terminata nel 2006. Quest'opera costata cifre ingenti generò gravi accuse di corruzione da parte del quotidiano The Nation contro l'amministrazione del primo ministro Thaksin Shinawatra, il quale fu quindi rimosso dall'incarico con il colpo di Stato del 2006. Tali accuse furono ritrattate nel 2008 da The Nations, che si scusò per il grave danno all'immagine dell'ex premier. Dopo un primo periodo, sino a fine 2006, tutti i voli interni e internazionali furono ospitati nel nuovo aeroporto Suvarnabhumi, a partire dal 2007, per questioni logistiche, parte dei voli fu riportata nel vecchio aeroporto Don Muang, in particolare quelli delle compagnie a basso costo.

## Amministrazione

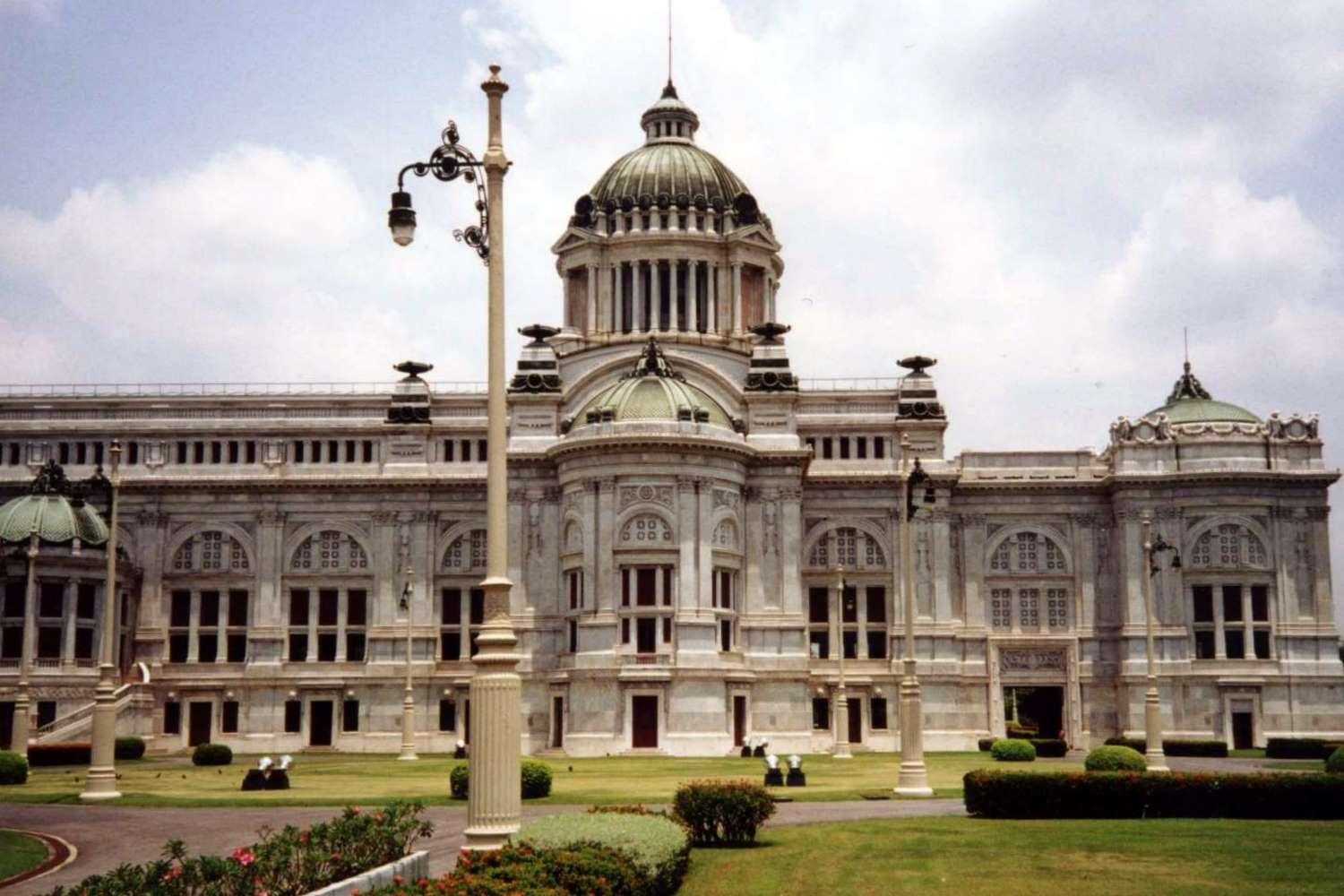
L'Ananta Samakom Throne Hall (พระที่นั่งอนันตสมาคม), edificato nel 1907 è stato sede del parlamento sino al 1975

Dal punto di vista amministrativo, Bangkok è una delle due zone a statuto speciale della Thailandia insieme a Pattaya. Dal 1975 ha acquisito lo status di metropoli ed è stata posta sotto la giurisdizione della locale Amministrazione metropolitana. Viene considerata la 77ª provincia del paese in quanto il livello di amministrazione viene equiparato a quello delle 76 province (changwat) nazionali.
Il governo metropolitano si divide in due organi principali:
- il Governatorato metropolitano, a cui è affidato il potere esecutivo; nell'ottobre 2016, il primo ministro Prayuth Chan-ocha ha rimosso il governatore eletto Sukhumbhand Paribatra e l'ha sostituito con il generale Aswin Kwanmuang
- il Consiglio metropolitano, a cui compete il potere legislativo; il presidente del Consiglio è Kriangsak Lohanchala, eletto nel 2013.

### Gemellaggi
A tutto l'aprile del 2014, Bangkok era gemellata con le seguenti 27 città:
| - Washington, D.C., dal 1962 - Pechino, dal 1993 - Budapest, dal 1997 - Brisbane, dal 1997 - Mosca, dal 1997 - Manila, dal 1997 - San Pietroburgo, dal 1997 - Giakarta, dal 2002 - Hanoi, dal 2004 - Vientiane, dal 2004 - Astana, dal 2004 - Chaozhou, dal 2005 - Fukuoka, dal 2006 - Seul, dal 2006 - Losanna, dal 2009 - Pusan, dal 2011 - Chongqing, dal 2011 - Tianjin, dal 2012 - Ankara, dal 2012 - George Town, dal 2012 - Aichi, dal 2012 - Phnom Penh, dal 2013 - Teheran - Shandong - Wuhan |

## Bangkok nella cultura di massa
- La rapper italiana Baby K si è ispirata proprio a Bangkok per la sua celebre canzone Roma-Bangkok del 2015.